# Heinrich Zille

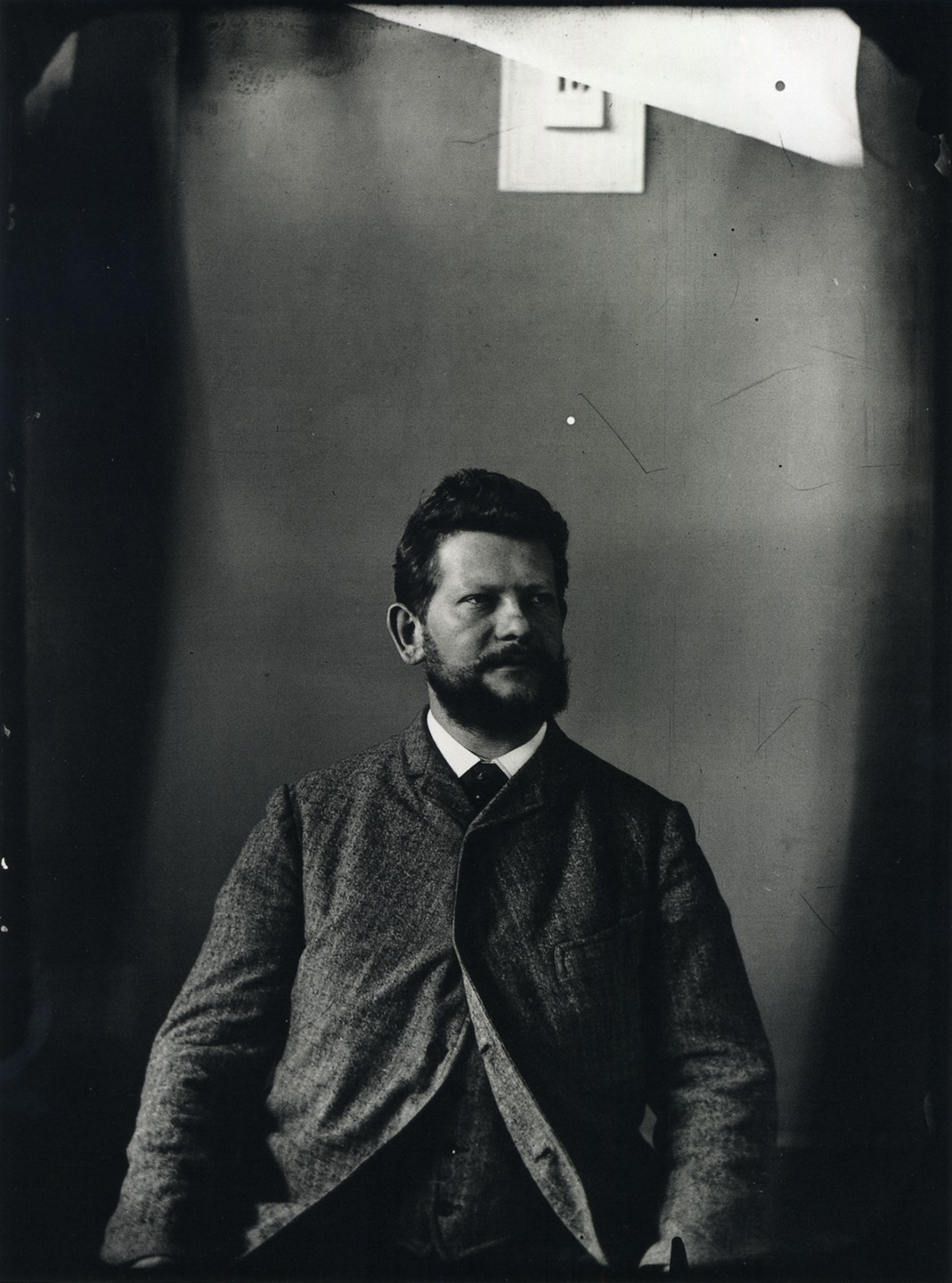
Heinrich Zille, fotografisch zelfportret

Rudolf Heinrich Zille (Radeburg, 10 januari 1858 – Berlijn, 9 augustus 1929) was een Duits karikaturist, illustrator en fotograaf. Hij werd vooral bekend met zijn werk over het Berlijnse volksleven en genoot grote populariteit in het begin van de vorige eeuw.

## Leven en werk
Zille was de zoon van een horlogemaker. In 1867 verhuisde hij met zijn familie naar Berlijn, waar hij naar school ging en uiteindelijk in de leer ging bij de lithograaf en karikaturist Theodor Hosemann. Na afronding van zijn opleiding kwam hij uiteindelijk ook te werken bij diverse lithografie- en fotografieondernemingen, waar hij zich verder bekwaamde in het vak. Na zijn militaire diensttijd, van 1880 tot 1882, begon hij ook zelf te fotograferen en te tekenen.
Zille maakte vooral naam als illustrator en karikaturist. Hij verkreeg grote populariteit, vaak met grappige tekeningen over kommervolle toestanden in de proletarische buurten van Berlijn (het ‘Milljöh’) en publiceerde in vooraanstaande tijdschriften als Simplicissimus en Die Jugend. Van zijn werk verschenen ook diverse verzamelbanden, waarbij zijn sterk erotische, soms bijna pornografische afbeeldingen uit het prostitutie-milieu voor de nodige ophef zorgden. In 1903 trad hij toe tot de kunstenaarsgroepering Berliner Secession, samen met onder anderen Max Liebermann, die zijn werk sterk promootte en op wiens voordracht hij later ook leraar werd aan de 'Preußische Akademie der Künste'.
Van 1890 tot 1907 maakte Zille ook een zeshonderdtal foto’s, eveneens over het Berlijnse volksleven, maar ook veel kunstzinnige portretten van naakt poserende modellen, in kunstenaarsateliers en op de kunstacademie. Deze foto’s werden pas eind jaren zestig gedocumenteerd en daarmee herontdekt. De artistieke kwaliteit van zijn fotowerk wordt momenteel hoog aangeslagen, maar zelf zag hij dat minder, hetgeen voor hem reden was om er op een gegeven moment mee te stoppen.
In 1883 huwde Zille Hulda Frieske, met wie hij drie kinderen kreeg. Hij overleed in 1929, op 71-jarige leeftijd. In Berlijn bevindt zich momenteel een Heinrich Zille-museum. Zijn werk is verder onder meer te zien in de Alte Nationalgalerie te Berlijn en in het Kunstmuseum Mülheim an der Ruhr. Nog steeds verschijnen met regelmaat heruitgaven van zijn werk.

## Tekeningen

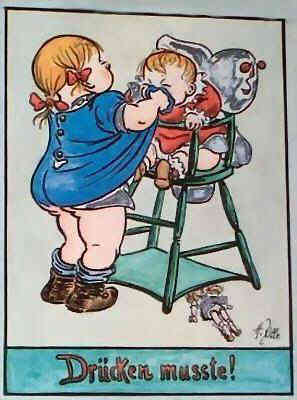
Drücken musste!
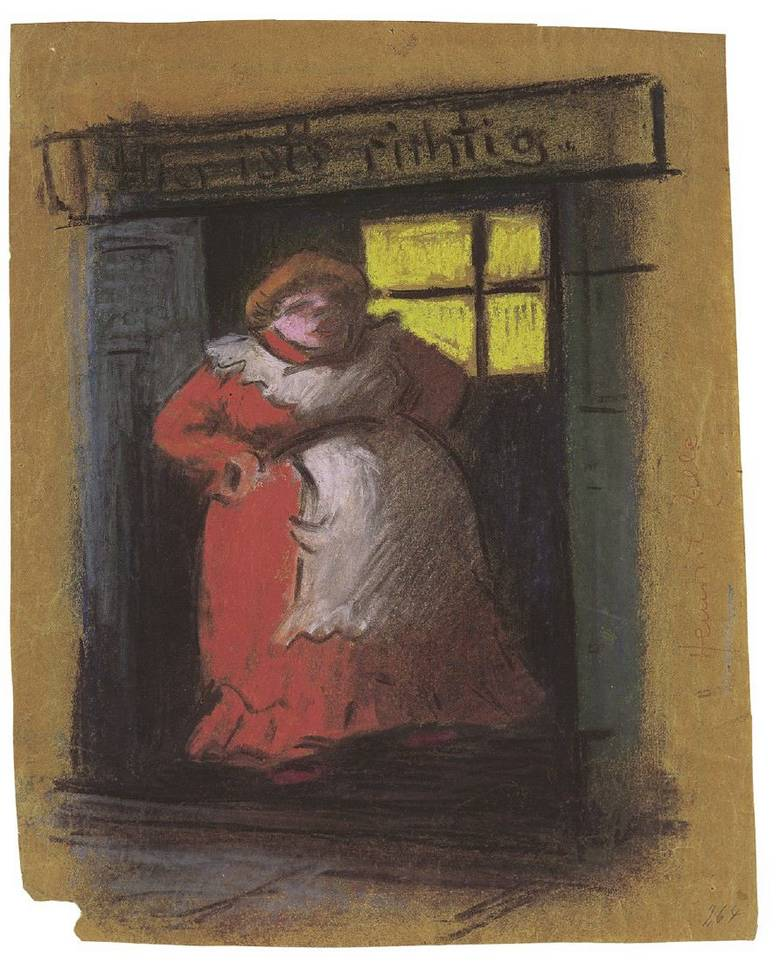
Hier ists richtig
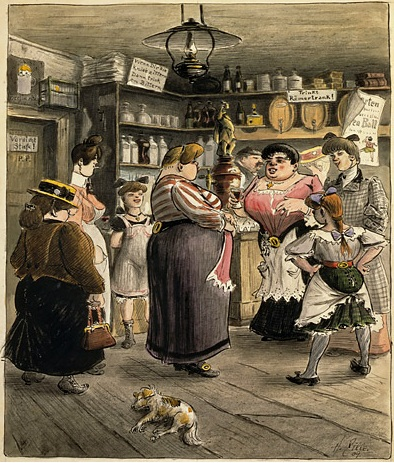
Frauen im Stube
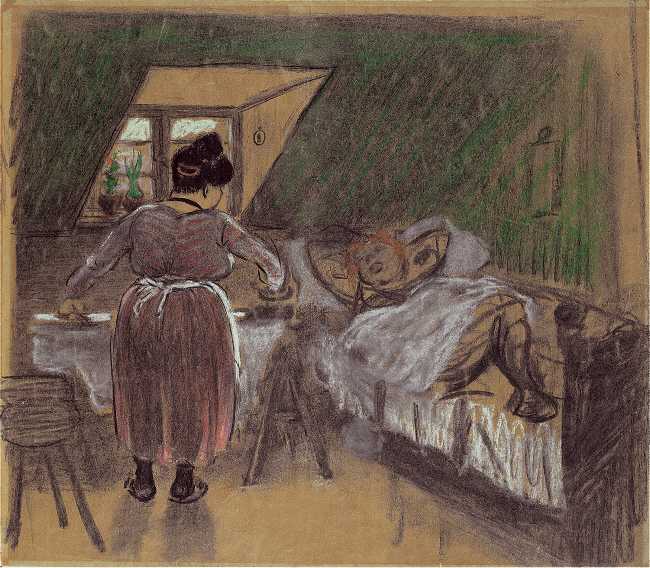
In der Dachstube
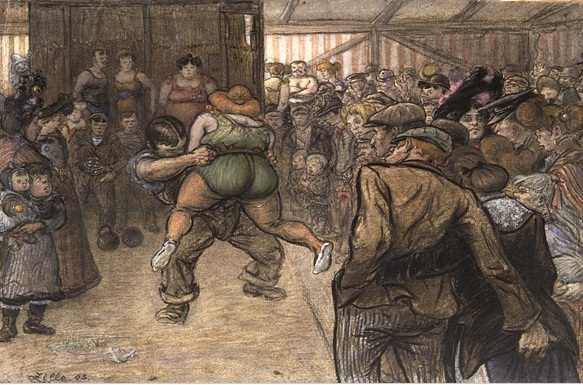
Worstelwedstrijd in de sneeuwlaars

## Foto’s

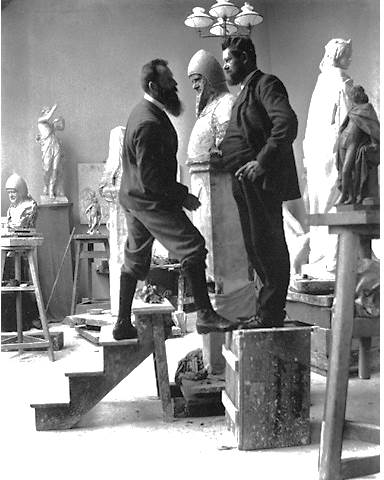
Zelfportret, poserend
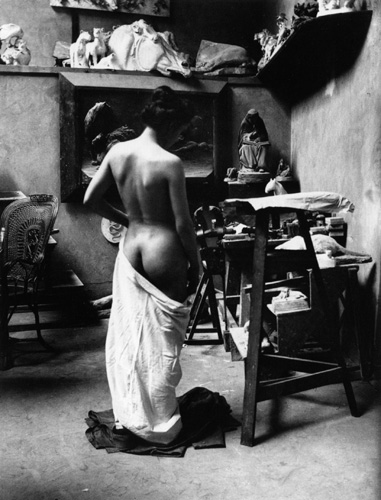
Rückenansicht
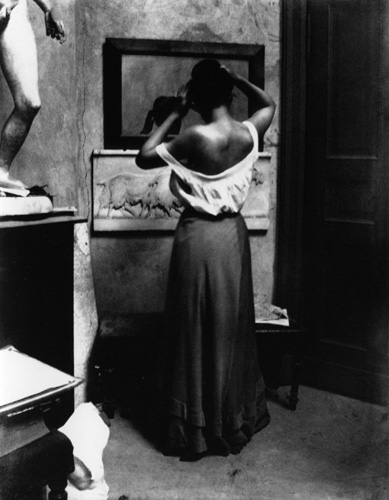
Model
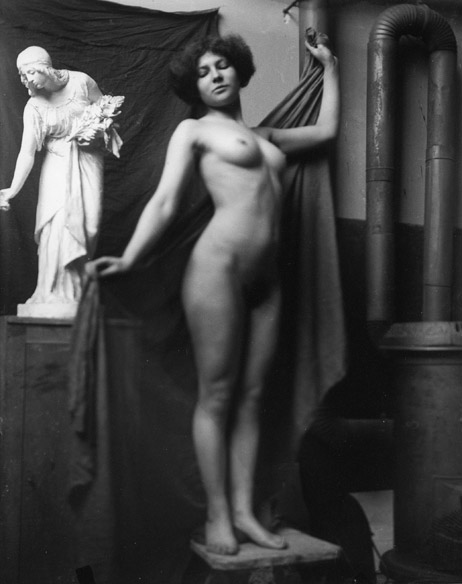
Akt stehend
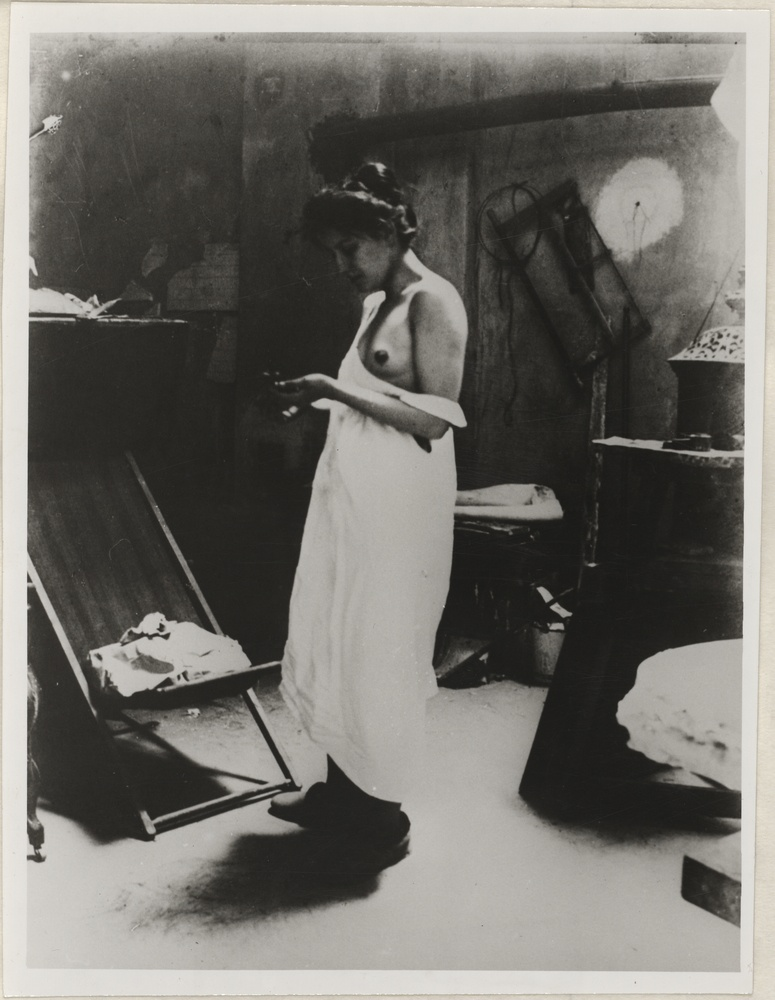
Auskleiden
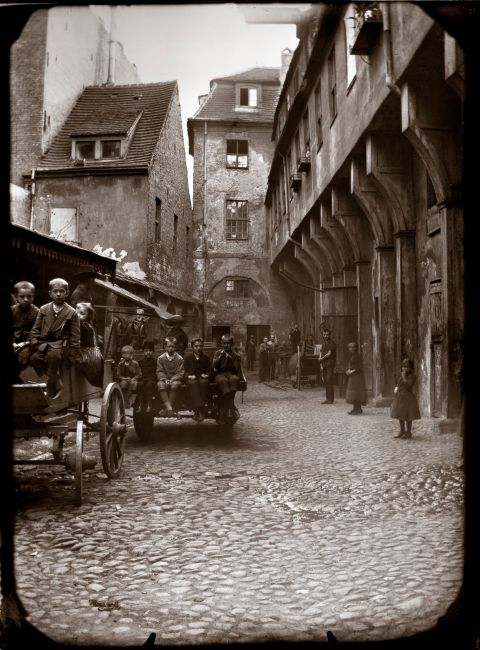
Hof im Kroegel
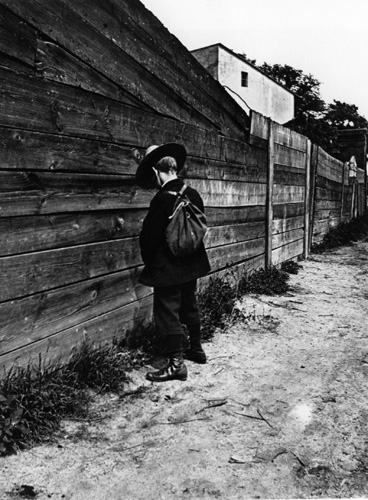
Pinkeln
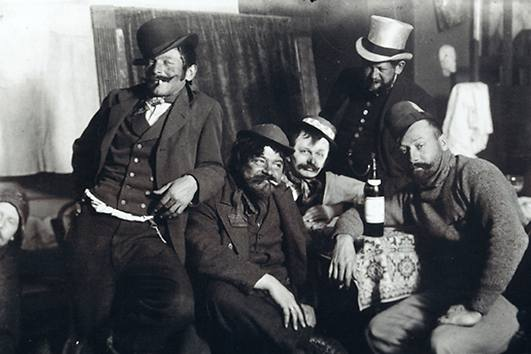
Atelierfest
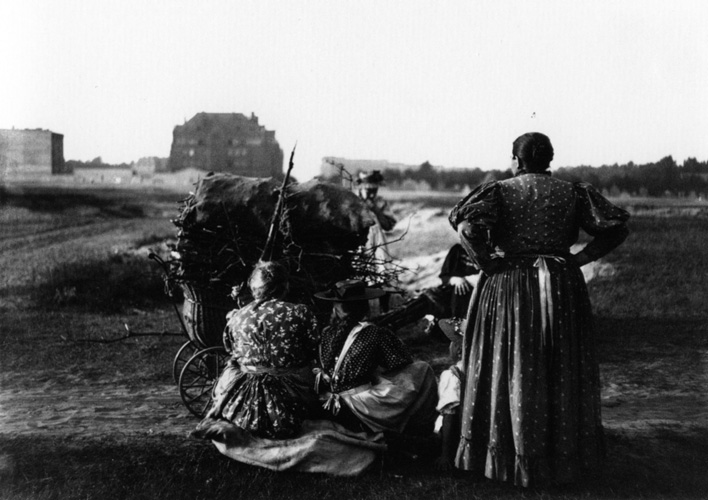
Holzsammeler
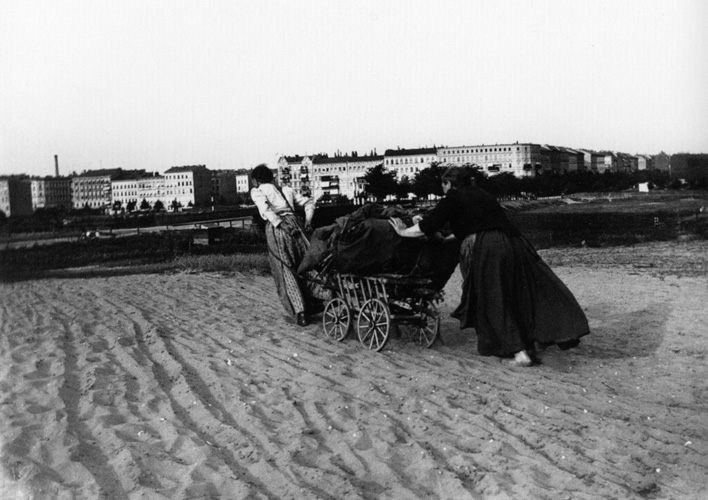
Holzsammeler